# كونستانس سميث
كونستانس سميث (بالإنجليزية: Constance Smith)‏ (و. 1928 – 2003 م) هي ممثلة، من جمهورية أيرلندا، ولدت في ليمريك، توفيت عن عمر يناهز 75 عاماً.

## وصلات خارجية
- كونستانس سميث على موقع IMDb (الإنجليزية)
- كونستانس سميث على موقع ألو سيني (الفرنسية)
- كونستانس سميث على موقع أول موفي (الإنجليزية)
- كونستانس سميث على موقع قاعدة بيانات الأفلام السويدية (السويدية)
- كونستانس سميث على موقع قاعدة بيانات الفيلم (الإنجليزية)
- كونستانس سميث على موقع كينوبويسك (الروسية)